# Oxnard
Oxnard, fundada en 1903, es una ciudad del condado de Ventura en el estado estadounidense de California. En el año 2010 tenía una población de 200 004 habitantes y una densidad poblacional de 2942 personas por km². Se encuentra en el borde occidental de la fértil llanura Oxnard, y es uno de los más importantes centros agrícolas del mundo, al distinguirse como capital de la fresa y habas. Es la ciudad más grande del área metropolitana de Oxnard-Thousand Oaks-Ventura y la 21.ª de California.
La ciudad es sede de dos grandes bases de la Armada de los Estados Unidos (Puerto de Hueneme y NAS Point Mugu). El Puerto de Hueneme es el puerto comercial más ocupado de Los Ángeles y San Francisco. Oxnard es también un importante centro de tránsito del Sur de California, con Amtrak, Union Pacific, Metrolink, Greyhound, Intercalifornias y otras empresas férreas en Oxnard. Oxnard también tiene un aeropuerto regional llamado Aeropuerto Oxnard (OXR).

## Geografía
Oxnard se encuentra ubicada en las coordenadas 34°11′29″N 119°10′57″O / 34.19139, -119.18250. Según la Oficina del Censo, la ciudad tiene un área total de 94,8 km² (36,6 mi²), de la cual 65,6 km² (25,3 mi²) es tierra y 29,2 km² (11,3 mi²) (30,3%) es agua.

## Demografía
Según la Oficina del Censo en 2006 los ingresos medios por hogar en la localidad eran de $48 603, y los ingresos medios por familia eran $49 150. Los hombres tenían unos ingresos medios de $30 643 frente a los $25 381 para las mujeres. La renta per cápita para la localidad era de $15 288. Alrededor del 15,1% de la población estaban por debajo del umbral de pobreza.

## Barrios

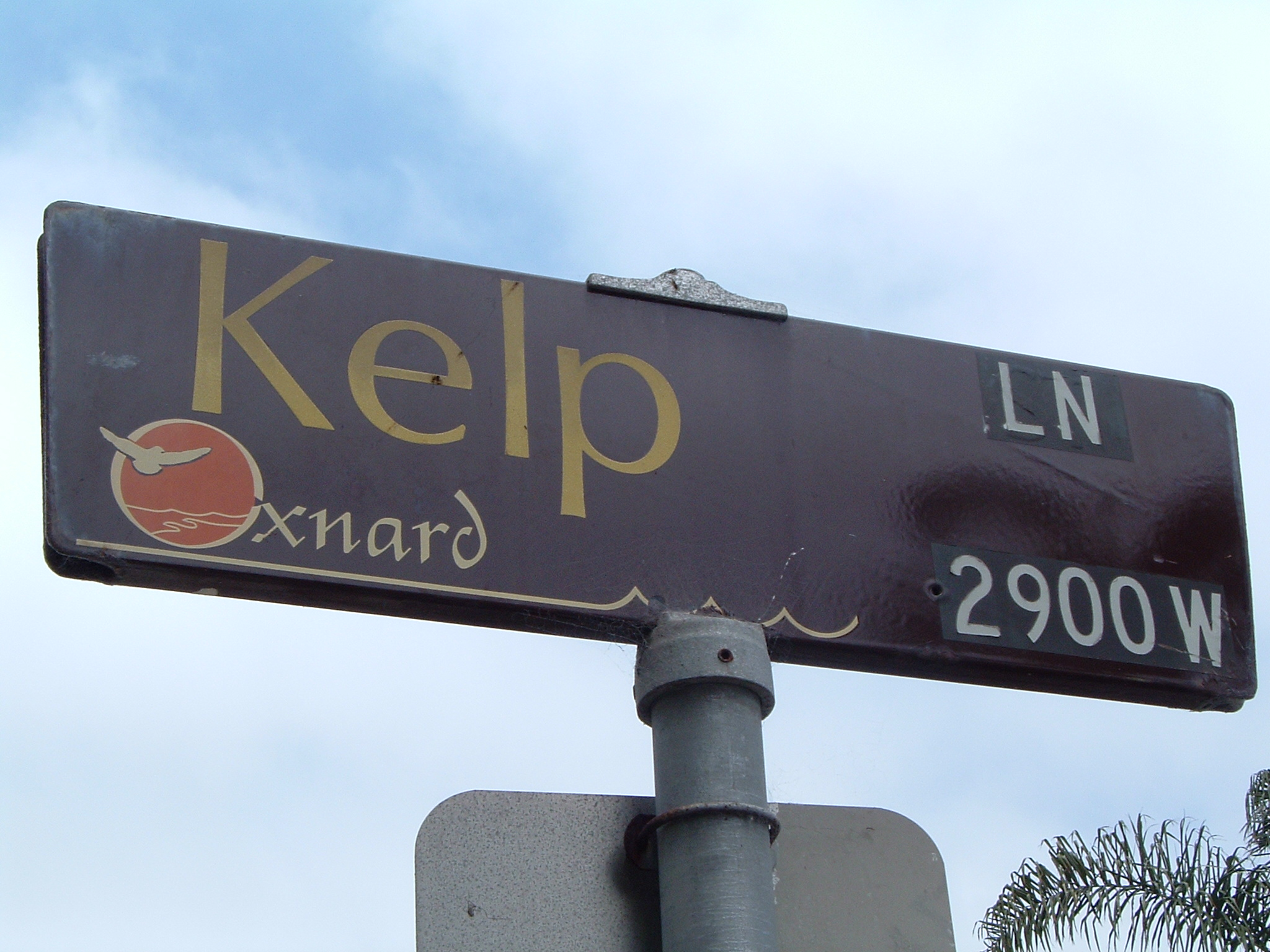
Típica señal en Oxnard.

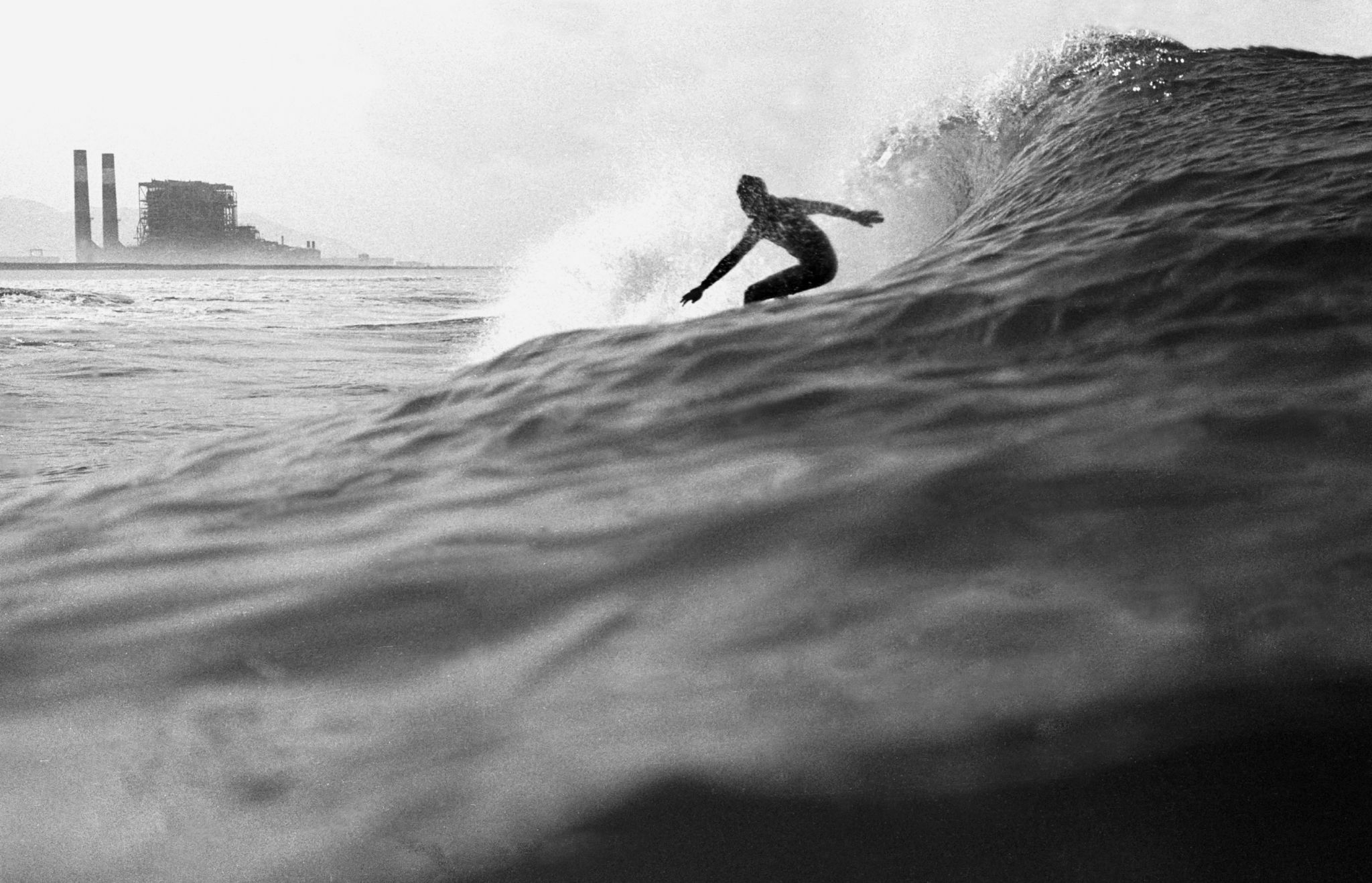
Surfista en Ormond Beach en 1975.

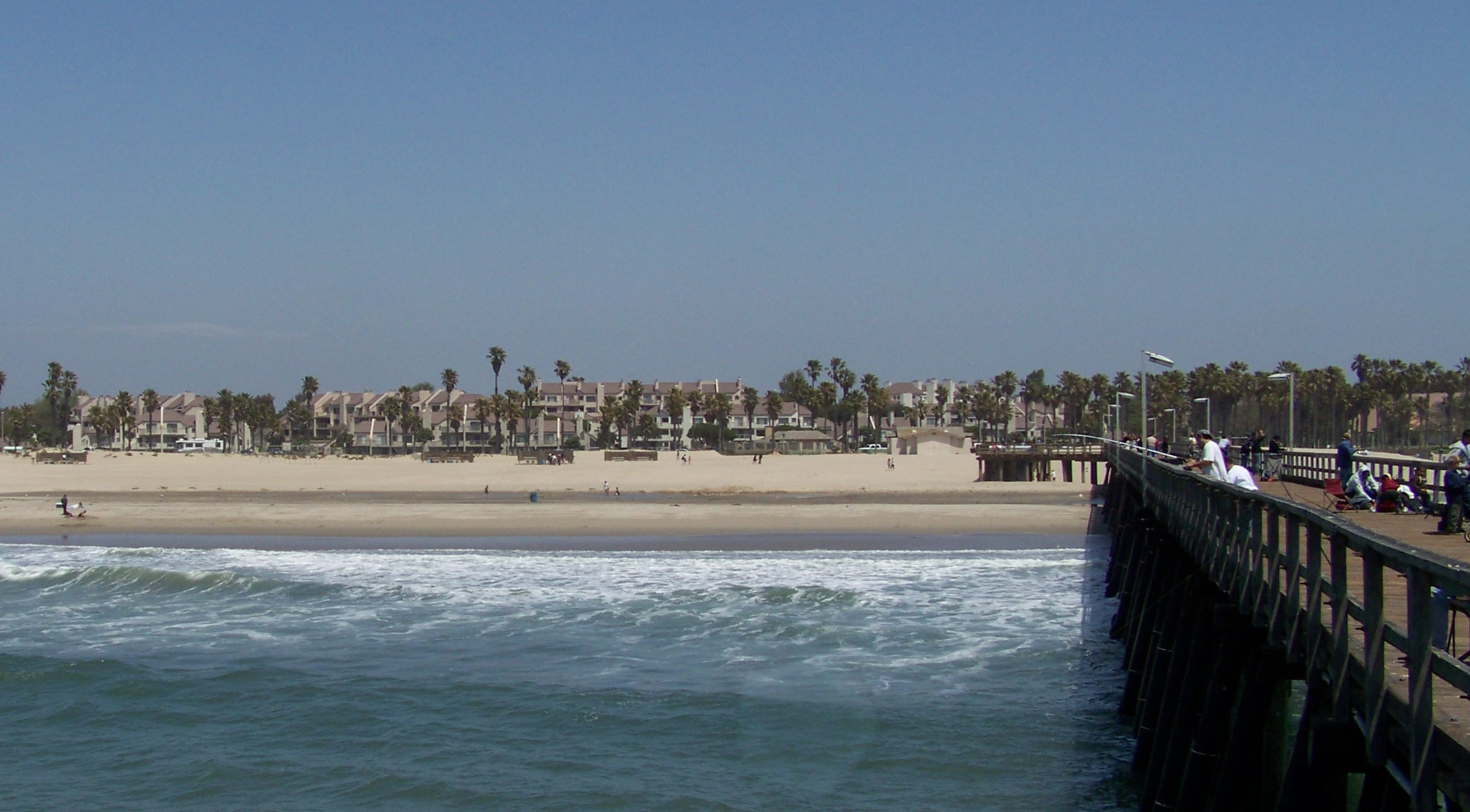
Port Hueneme.

- Del Norte District
  - El Rio
  - El Rio West
  - River Park (antiguamente Town Center)
  - Strickland
  - Nyeland Acres
- Central District/Downtown Oxnard
  - Bartolo Square North
  - Bartolo Square South
  - Cal Giesler
  - Downtown
  - Durley/Kamala Park
  - Five Points Northwest
  - Fremont South
  - Hill Street
  - Hobson Park East
  - Hobson Park West
  - Wilson
- Northeast District
  - East Village
  - La Colonia**Rio Lindo Park
  - Rose Park
  - West Village
- Northwest District
  - Cabrillo
  - Carriage Square
  - Fremont North
  - Golf Course
  - Orchard Park
  - River Ridge
  - Sierra Linda
  - South Bank Archivado el 16 de enero de 2019 en Wayback Machine.
  - Teal Club
  - Wagon Wheel
  - Windsor North
- Southcentral District
  - Blackstock North
  - Blackstock South
  - Bryce Canyon North
  - Bryce Canyon South
  - Cypress
  - Ormond Beach (North)
  - Pleasant Valley Estates
  - Pleasant Valley Village
  - Redwood
  - Southwinds
- Southeast District
  - Diamond Bar
  - College Estates
  - College Park
  - Lemonwood/Eastmont
  - Mar Vista
  - Ormond Beach (South)
  - Oxnard Pacific
  - Terrace Estates
  - Tierra Vista
  - Villa Capri
- Southwest District
  - Channel Islands
  - Hollywood Beach
  - Hollywood-by-the-Sea
  - Mandalay Beach
  - Marina West
  - Oxnard Shores
  - Sea Air
  - Seaview Estates
  - Silver Strand Beach
  - Via Marina

## Educación
En un área de Oxnard, Distrito Escolar Hueneme gestiona escuelas primarias y medias públicas.
El Distrito Unido de Escuelas Preparatorias de Oxnard gestiona las escuelas preparatorias (high schools) públicas.